# Vibulè Agripa
Vibulè Agripa, en llatí Vibulenus Agrippa, fou un cavaller romà que quan va ser jutjat al senat va enverinar-se l'any 36, amb verí que portava amagat al seu anell.